# Municipio de Washington (condado de Elkhart)
El municipio de Washington (en inglés: Washington Township) es un municipio ubicado en el condado de Elkhart en el estado estadounidense de Indiana. En el año 2010 tenía una población de 6945 habitantes y una densidad poblacional de 102,75 personas por km².

## Geografía
El municipio de Washington se encuentra ubicado en las coordenadas 41°43′38″N 85°49′52″O / 41.72722, -85.83111. Según la Oficina del Censo de los Estados Unidos, el municipio tiene una superficie total de 67.59 km², de la cual 65.62 km² corresponden a tierra firme y (2.92%) 1.97 km² es agua.

## Demografía
Según el censo de 2010, había 6945 personas residiendo en el municipio de Washington. La densidad de población era de 102,75 hab./km². De los 6945 habitantes, el municipio de Washington estaba compuesto por el 88.83% blancos, el 1.35% eran afroamericanos, el 0.42% eran amerindios, el 0.91% eran asiáticos, el 0.1% eran isleños del Pacífico, el 5.87% eran de otras razas y el 2.52% pertenecían a dos o más razas. Del total de la población el 10.7% eran hispanos o latinos de cualquier raza.